# 七保町
七保町（ななほちょう）は山梨県北都留郡にあった町。現在の大月市七保町各町にあたる。本項では町制前の名称である七保村（ななほむら）についても述べる。

## 地理
- 山：大菩薩連嶺（黒岳、牛奥ノ雁ヶ腹摺山、小金沢山）、大マテイ山、鶴寝山、奈良倉山、権現山、扇山、雁ヶ腹摺山、姥子山、大樺ノ頭、白草ノ頭、大峰
- 河川：葛野川、奈良子川

## 歴史
- 1875年（明治8年） - 都留郡下和田村、葛野村、林村、奈良子村、駒宮村、浅川村及び瀬戸村が合併して、七保村が発足する。
- 1878年（明治11年）7月22日 - 郡区町村編制法の施行により、七保村が北都留郡の所属となる。
- 1889年（明治22年）7月1日 - 町村制の施行により、七保村の区域をもって、七保村が発足する。
- 1954年（昭和29年）
  - 4月1日 - 七保村が町制施行して七保町となる。
  - 8月8日 - 大月町、猿橋町、七保町、梁川村、笹子村、初狩村及び賑岡村が合併して、大月市が発足する。